# Juan Wendlingen
Jan Wendlingen, conocido también como Juan Wendlingen o Juan de Wedlingen (Praga, 7 de septiembre de 1715 - id., enero de 1790) fue un jesuita húngaro que destacó como matemático y astrónomo. Mientras estuvo en España ejerció la cátedra de matemáticas en los Reales Estudios de Madrid donde enseñó matemáticas, topografía y astronomía; fue maestro de matemáticas de Carlos IV y Cosmógrafo Mayor del Rey en el Consejo de Indias. Escribió diversas obras de matemáticas (algunas en español) así como de teología.

## Biografía
Ingresa en la Compañía de Jesús el 11 de octubre de 1734 a la edad de diecinueve años. Al cabo de los años se dedica a la enseñanza como profesor de humanidades y de matemáticas en Praga.
Residió en España donde ejerció la cátedra de matemáticas de Seminario de Nobles, protegido por el Marqués de la Ensenada. Su prestigio hizo que el Rey Carlos III le tomara como maestro del Príncipe de Asturias, el que fuera el rey Carlos IV, y las infantas. 
Construyó dos meridianas solares en el Monasterio de San Lorenzo de El Escorial, una situada en el suelo de la Sala de Corte (hoy Salón de la Meridiana) y la otra en la sala contigua. Estas meridianas se utilizaban para poner en hora los relojes mecánicos del monasterio.
No formó parte de la Pragmática Sanción de 1767 que expulsó a los jesuitas de España.
De vuelta a Praga, dirigió el Museo de Matemáticas (1768-1770).

## Obra
- «Observación del Eclipse» (1750).
- «Elementos de la Aritmética y Geometría Práctica» (1753-1756). Cuatro tomos.
- «Elementos De La Mathematica» (1755) - Obra didáctica de matemáticas.[4]
- «Explicación y uso de la Meridiana» (1756) - Esta obra da las claves del diseño, construcción y uso de la meridiana solar del Monasterio de El Escorial construida a petición del rey Fernando VI.